# Ceraclea disemeiensis
Ceraclea disemeiensis là một loài Trichoptera trong họ Leptoceridae. Chúng phân bố ở miền Cổ bắc.